# La Salvetat-Saint-Gilles
La Salvetat-Saint-Gilles är en kommun i departementet Haute-Garonne i regionen Occitanien i södra Frankrike. Kommunen ligger i kantonen Léguevin som tillhör arrondissementet Toulouse. År 2022 hade La Salvetat-Saint-Gilles 8 477 invånare.

## Befolkningsutveckling
Antalet invånare i kommunen La Salvetat-Saint-Gilles
Referens:INSEE